# Harka
Harka (em alemão: Harkau) é um município da Hungria, situado no condado de Győr-Moson-Sopron. Tem 11 km² de área e sua população em 2015 foi estimada em 2.818 habitantes.